# Nemoura mortoni
Nemoura mortoni är en bäcksländeart som beskrevs av Friedrich Ris 1902. Nemoura mortoni ingår i släktet Nemoura och familjen kryssbäcksländor. Inga underarter finns listade i Catalogue of Life.